# Tarsdorf
Tarsdorf je obec v okrese Braunau v rakouské spolkové zemi Horní Rakousy.

## Geografie
Tarsdorf se nachází v oblasti Innviertel. Obec leží v nadmořské výšce 429 m a rozloha činí 32,2 km², od severu k jihu měří 7,1 km a od východu k západu 6,8 km. Lesy pokrývají 37,9 % území, 54,7 % území tvoří zemědělská půda. Na území obce se nachází vrchoviště Filzmoos.

## Osady
Osady v obci jsou následující (v závorkách uveden počet obyvatel ze dne 1. ledna 2020):
- Am Anger (69)
- Döstling (50)
- Eckldorf (57)
- Ehersdorf (203)
- Eichbichl (83)
- Fugging (106)
- Haid (48)
- Hofstadt (89)
- Hofweiden (124)
- Hörndl (243)
- Hucking (59)
- Leithen (76)
- Neues Dorf (82)
- Ölling (18)
- Schmidham (38)
- Sensberg (53)
- Sinzing (4)
- Staig (28)
- Tarsdorf (481)
- Wimm (1)
- Winham (52)
- Wolfing (45)
- Wupping (51)

## Dějiny
Nálezy ve Weilhartském lese naznačují, že oblast Tarsdorfu byla osídlena již v neolitu. Byly zde objeveny mohyly z doby halštatské. Kolem roku 500 př. n. l. byla oblast osídlena Kelty.
V římské době vedla přes Tarsdorf cesta ze Salcburku do Burghausenu. Vedla přes Hofweiden, Tarsdorf a Hörndl. Mezi Hofweidenem a Tarsdorfem byly objeveny pozůstatky rustikální vily, mlýnský kámen, střepy z misek, cihly z podlahového vytápění, kusy omítky a stříbrná mince, vše datované do prvních čtyř století našeho letopočtu.
V šestém století vykáceli přistěhovalí Bajuwarové, předkové dnešních Bavorů, velké části lesa Weilhart.

## Významné osobnosti
- Richard Puchner (1883–1965), architekt a stavitel
- Georg Dechant (1884–1953), politik, farmář a pronajímatel